# Puente de Hierro (Mérida)
El puente de Hierro de Mérida es un antiguo puente ferroviario, aún en uso, que cruza sobre el río Guadiana en la ciudad extremeña de Mérida, España.

## Historia
Su construcción fue aprobada por el Ministerio de Fomento en 1882 y se inauguró al año siguiente para el paso de la línea ferroviaria Mérida-Sevilla, concesión de la compañía MZA, aunque no entró en servicio hasta 1885 con la apertura del trazado. Se trata de la primera arquitectura de hierro construida en Mérida y uno de los puentes urbanos de estas características más largos de España. Su construcción dio lugar a algunos problemas de estabilidad, por ello una de sus pilas fue apodada "la millonaria", debido al incremento de presupuesto que supuso hacer una zanja de 20 metros. El puente sigue en activo hoy en día. En 2022 se anunció que se acelera su proceso para ser declarado Bien de Interés Cultural por su relevancia histórica y técnica. Asimismo Adif anunciaba una partida de 10 millones de euros para su restauración.

## Descripción
Se sitúa entre el puente Lusitania y el puente de la Autovía E 308. La zona se llama parque de la Isla. En total suma 605 metros (661,6 yd), los necesarios para salvar el río y su ribera inundable. Consta de 11 tramos de 55 metros (180,4 pies) cada uno y está construido con vigas de celosía tipo "Linville". Su estructura también se conoce como de "tipo americano". Las piezas están unida por la técnica del roblonado. El diseño correspondió a Eduardo Peralta aunque las piezas fueron traídas del extranjero, siendo su responsable William Finch Featherstone, quien probablemente supervisó las obras junto con los ingenieros jefes de Madrid. Su armazón se sostiene sobre dos estribos y 10 pilares.